# E422号線
E422号線 (E422ごうせん、英: European route E422) はドイツにあり、トリーア – ザールブリュッケンを結ぶ、欧州自動車道路のBクラス幹線道路。
- ドイツ
  - E44号線 – トリーア
  - E29号線,E50号線 – ザールブリュッケン